# Santoba Football Club
Actualités
Le Santoba FC est un club de football évoluant dans le Championnat de Guinée de football et basé à Conakry. Il évolue en D2 depuis la saison 2020-2021.

## Histoire

### Historique des présidents
| N° | Nom et prénom | Début            | Fin           |
| -- | ------------- | ---------------- | ------------- |
| 1  |               |                  |               |
| 2  | Malick Kébé   | 20 novembre 2013 | décembre 2015 |
| 3  |               |                  |               |

## Palmarès
- Championnat de Guinée de D2
  - Champion : 2018

## Ancien footballeur
- Naby Keïta, club de formation (2011-2013),
- Ibrahima Sory Sankhon, club de formation (2006-2013).